# Fokomelia
Fokomelia (łac. phocomelia, z gr. φoko = foka + μέλος = kończyna, ang. phocomelia) – wada rozwojowa kończyn, polegająca na niedorozwoju lub braku kości długich z obecnością stóp lub dłoni połączonych bezpośrednio z tułowiem. Jest związana z nieprawidłowościami w trakcie ciąży, przyjmowaniem w jej trakcie pewnych leków (głównie talidomidu) lub rzadziej uwarunkowana genetycznie (zespół Holt-Orama, zespół fokomelii SC, zespół pseudotalidomidowy, OMIM#269000).